# De Zoom - Kalmthoutse Heide
De Zoom - Kalmthoutse Heide är en park i Belgien. Den ligger i provinsen Antwerpen och regionen Flandern, i den norra delen av landet, 60 km norr om huvudstaden Bryssel. De Zoom - Kalmthoutse Heide ligger 18 meter över havet.
Terrängen runt De Zoom - Kalmthoutse Heide är mycket platt. Runt De Zoom - Kalmthoutse Heide är det tätbefolkat, med 550 invånare per kvadratkilometer.. Närmaste större samhälle är Antwerpen, 19,6 km söder om De Zoom - Kalmthoutse Heide.
I omgivningarna runt De Zoom - Kalmthoutse Heide växer i huvudsak blandskog.